# Джордж, Филисия
Фили́сия Джордж (англ. Phylicia George; род. 16 ноября 1987, Маркем, Онтарио, Канада) — канадская легкоатлетка и бобслеистка, бронзовый призёр Олимпийских игр 2018 года.

## Карьера

### Лёгкая атлетика
В 2011 году на своём первом чемпионате мира по лёгкой атлетике в южнокорейском Тэгу Джордж дошла до финала соревнований в беге на 100 м с барьерами, где в итоге заняла лишь седьмое место. Спустя год на летней Олимпиаде в Лондоне в финальном забеге на этой же дистанции финишировала шестой.
В 2016 году Джордж попала в состав делегации Канады на Олимпиаде в Рио-де-Жанейро. Пройдя в финальный забег на 100 м с барьерами, она вновь не смогла побороться за медали, финишировав восьмой.

### Бобслей
В ноябре 2016 года Джордж приняла решение в течение зимнего сезона принять участие в соревнованиях по бобслею. Дебют в Кубке мира состоялся в декабре 2017 года на этапе в Иннсбруке, где экипаж-двойка, состоящий из разгоняющей Филисии Джордж и пилота Кейли Хамфрис, остановился в шаге от призовой тройки. Первыми победными в Кубке мира для Джордж стали заезды в немецком Альтенберге 6 января 2018 года.
На зимних Олимпийских играх 2018 в Пхёнчхане Филисия Джордж и Кейли Хамфрис завоевали бронзовую медаль в соревновании женских двоек.